# Atletiek op de Olympische Zomerspelen 2016 – Speerwerpen mannen
Het speerwerpen voor de mannen op de Olympische Zomerspelen 2016 vond plaats op woensdag 17 en zaterdag 20 augustus 2016. Regerend olympisch kampioen was Keshorn Walcott uit Trinidad en Tobago, die zijn titel in Rio de Janeiro verdedigde, maar derde werd. De wedstrijd bestond uit een kwalificatieronde, waar atleten in drie pogingen bij de beste twaalf deelnemers moesten komen om een plaats in de finale af te dwingen. De kwalificatie-eis was een afstand van 83,00 meter; dat werd gehaald door negen atleten, waardoor de drie besten onder die afstand zich eveneens kwalificeerden voor de eindstrijd. In de finale kreeg iedere speerwerper opnieuw zes pogingen, waarbij de vier minst presterende finalisten na de derde poging afvielen. De Duitser Thomas Röhler won het goud met een worp van 90,30 meter, bijna één meter verder dan de nummer twee, Julius Yego uit Kenia.
Een X in onderstaand overzicht duidt op een ongeldige stoot.

## Uitslagen

### Kwalificatieronde
| rang | g | naam                    | land               | 1     | 2     | 3     | br    |    |
| ---- | - | ----------------------- | ------------------ | ----- | ----- | ----- | ----- | -- |
| 1    | B | Keshorn Walcott         | Trinidad en Tobago | 88,68 | DNS   | DNS   | 88,68 | Q  |
| 2    | B | Johannes Vetter         | Duitsland          | 85,96 | DNS   | DNS   | 85,86 | Q  |
| 3    | A | Julian Weber            | Duitsland          | 84,46 | DNS   | DNS   | 84,46 | Q  |
| 4    | B | Ryohei Arai             | Japan              | 84,16 | DNS   | DNS   | 84,16 | Q  |
| 5    | B | Petr Frydrych           | Tsjechië           | 78,57 | 80,17 | 83,60 | 83,60 | Q  |
| 6    | B | Julius Yego             | Kenia              | 78,88 | X     | 83,55 | 83,55 | Q  |
| 7    | A | Jakub Vadlejch          | Tsjechië           | 78,23 | 80,90 | 83,27 | 83,27 | Q  |
| 8    | A | Dmytro Kosynskyy        | Oekraïne           | 80,08 | 76,79 | 83,23 | 83,23 | Q  |
| 9    | A | Thomas Röhler           | Duitsland          | 79,47 | 81,61 | 83,01 | 83,01 | Q  |
| 10   | B | Vítězslav Veselý        | Tsjechië           | 81,32 | 81,32 | 82,85 | 82,85 | Q  |
| 11   | B | Antti Ruuskanen         | Finland            | 82,20 | X     | X     | 82,20 | Q  |
| 12   | A | Braian Toledo           | Argentinië         | 78,99 | 81,96 | 80,36 | 81,96 | Q  |
| 13   | A | Joshua Robinson         | Australië          | 78,87 | 80,84 | 76,78 | 80,84 |    |
| 14   | B | Zigismunds Sirmais      | Letland            | 76,87 | 80,65 | 75,95 | 80,65 |    |
| 15   | A | Marcin Krukowski        | Polen              | X     | 78,06 | 80,62 | 80,62 |    |
| 16   | B | Júlio César de Oliveira | Brazilië           | 79,33 | 80,49 | 80,29 | 80,49 |    |
| 17   | A | Kim Amb                 | Zweden             | 77,91 | 78,75 | 80,49 | 80,49 |    |
| 18   | B | Tanel Laanmäe           | Estland            | 80,45 | 78,78 | 79,24 | 80,45 |    |
| 19   | B | John Ampomah            | Ghana              | 79,09 | 80,39 | 78,90 | 80,39 |    |
| 20   | A | Cyrus Hostetler         | Verenigde Staten   | 76,48 | 78,69 | 79,76 | 79,76 |    |
| 21   | A | Tero Pitkämäki          | Finland            | 77,91 | 78,58 | 79,56 | 79,56 |    |
| 22   | A | Risto Mätas             | Estland            | 76,23 | 79,26 | 79,40 | 79,40 |    |
| 23   | A | Magnus Kirt             | Estland            | X     | 77,60 | 79,33 | 79,33 |    |
| 24   | A | Rocco van Rooyen        | Zuid-Afrika        | X     | 71,05 | 78,48 | 78,48 | SB |
| 25   | B | Hamish Peacock          | Australië          | 77,91 | 76,22 | 76,40 | 77,91 |    |
| 26   | B | Ivan Zajtsev            | Oezbekistan        | 73,49 | 72,92 | 77,83 | 77,83 |    |
| 27   | B | Ari Mannio              | Finland            | 77,14 | 76,77 | 77,73 | 77,73 |    |
| 28   | A | Rolands Štrobinders     | Letland            | 76,76 | X     | 77,73 | 77,73 |    |
| 29   | A | Stuart Farquhar         | Nieuw-Zeeland      | 74,24 | 77,32 | 74,38 | 77,32 |    |
| 30   | A | Ahmed Bader Magour      | Qatar              | X     | 77,19 | X     | 77,19 |    |
| 31   | B | Łukasz Grzeszczuk       | Polen              | 76,31 | 76,52 | 76,14 | 76,52 |    |
| 32   | A | Leslie Copeland         | Fiji               | 76,04 | 75,68 | X     | 76,04 |    |
| 33   | B | Huang Shin-feng         | Chinees Taipei     | 74,33 | X     | X     | 74,33 |    |
| 34   | B | Sam Crouser             | Verenigde Staten   | 73,78 | 73,66 | X     | 73,78 |    |
| 35   | B | Sean Furey              | Verenigde Staten   | 69,40 | 72,61 | 71,35 | 72,61 |    |
| 36   | A | Sumeda Ranasinghe       | Sri Lanka          | 69,62 | 71,93 | X     | 71,93 |    |
| 37   | A | Bobur Shokirjonov       | Oezbekistan        | X     | X     | X     | 0,00  |    |

### Finale
| rang   | naam             | land               | 1     | 2     | 3     | 4             | 5             | 6             | br    |    |
| ------ | ---------------- | ------------------ | ----- | ----- | ----- | ------------- | ------------- | ------------- | ----- | -- |
| Goud   | Thomas Röhler    | Duitsland          | 87,40 | 85,61 | 87,07 | 84,84         | 90,30         | X             | 90,30 |    |
| Zilver | Julius Yego      | Kenia              | 88,24 | X     | –     | X             | DNS           | DNS           | 88,24 | SB |
| Brons  | Keshorn Walcott  | Trinidad en Tobago | 83,45 | 85,38 | 83,38 | 80,33         | X             | X             | 85,38 |    |
| 4      | Johannes Vetter  | Duitsland          | 85,32 | X     | 82,54 | X             | 83,61         | 81,74         | 85,32 |    |
| 5      | Dmytro Kosynskyy | Oekraïne           | 82,51 | 83,95 | 83,64 | 81,61         | 81,21         | X             | 83,95 | PR |
| 6      | Antti Ruuskanen  | Finland            | X     | 77,81 | 83,05 | X             | X             | 80,00         | 83,05 |    |
| 7      | Vítězslav Veselý | Tsjechië           | 78,20 | 82,51 | X     | X             | X             | 78,63         | 82,51 |    |
| 8      | Jakub Vadlejch   | Tsjechië           | 80,02 | 82,42 | 81,59 | 80,32         | X             | X             | 82,42 |    |
| 9      | Julian Weber     | Duitsland          | 80,29 | 80,13 | 81,36 | uitgeschakeld | uitgeschakeld | uitgeschakeld | 81,36 |    |
| 10     | Braian Toledo    | Argentinië         | 77,89 | 79,51 | 79,81 | uitgeschakeld | uitgeschakeld | uitgeschakeld | 79,81 |    |
| 11     | Ryohei Arai      | Japan              | 77,98 | 79,47 | 72,49 | uitgeschakeld | uitgeschakeld | uitgeschakeld | 79,47 |    |
| 12     | Petr Frydrych    | Tsjechië           | 76,15 | 76,79 | 79,12 | uitgeschakeld | uitgeschakeld | uitgeschakeld | 79,12 |    |